# Łubniszcza
Łubniszcza (biał. Лубнішча; ros. Лубнище) – wieś na Białorusi, w obwodzie mohylewskim, w rejonie mohylewskim, w sielsowiecie Kniażyce, nad Łachwicą i w pobliżu portu lotniczego Mohylew.